# Arthur Sackler
Arthur Mitchell Sackler, född 22 augusti 1913 i New York, död 26 maj 1987 i New York, var en amerikansk psykiater, tidskriftsutgivare, marknadsförare och konstsamlare.
Arthur Sackler var äldre bror till Mortimer Sackler och Raymond Sackler och växte upp i en judisk invandrarfamilj i Brooklyn, son till livsmedelshandlaren Isaac Sackler och Sophie Greenberg som utvandrat från Polen. Arthur studerade konstvetenskap och naturvetenskap på New York University och avlade också läkarexamen där. 
Sackler tjänstgjorde som psykiater på Lincoln Hospital i New York samt på Creedmoor State Hospital där han bedrev forskning i neuroendokrinologi, psykiatri och experimentell medicin. Han grundade Laboratories for Therapeutic Research 1958 och ledde det till 1983.
Sackler grundade 1960 veckotidskriften Medical Tribune, som gavs ut två gånger i veckan och nådde omkring 600 000 amerikanska läkare. Under 1960-talet marknadsförde han i sitt företag ett stort antal läkemedel, bland annat Librium och Valium. Han byggde upp en förmögenhet genom marknadsföringsverksamheten, tidskriftsutgivningen, konsultverksamhet och utgivning av medicinsk litteratur. Sackler donerade medel till flera institutioner, bland annat till Smithsonian Institution i Washington D.C. för uppförande av Arthur M. Sackler Gallery. 
Han ägde en tredjedel i familjeföretaget och läkemedelstillverkaren Purdue Pharma, som drevs av hans två bröder Mortimer och Raymond.
Arthur Sackler var först gift med Else Jørgensen. Paret hade två döttrar, Elizabeth A. Sackler och Carol. Han var senare gift med Marietta Lutze och i ett tredje äktenskap med Jillian Sackler. Arthur Sackler är morfar till musikern Michael Sackler-Berner.